# Walford (Iowa)
Walford es una ciudad ubicada en el condado de Benton en el estado estadounidense de Iowa. En el Censo de 2010 tenía una población de 1463 habitantes y una densidad poblacional de 511,19 personas por km².

## Geografía
Walford se encuentra ubicada en las coordenadas 41°52′29″N 91°50′13″O / 41.87472, -91.83694. Según la Oficina del Censo de los Estados Unidos, Walford tiene una superficie total de 2.86 km², de la cual 2.86 km² corresponden a tierra firme y (0%) 0 km² es agua.

## Demografía
Según el censo de 2010, había 1463 personas residiendo en Walford. La densidad de población era de 511,19 hab./km². De los 1463 habitantes, Walford estaba compuesto por el 98.63% blancos, el 0.14% eran afroamericanos, el 0.07% eran amerindios, el 0.27% eran asiáticos, el 0% eran isleños del Pacífico, el 0.14% eran de otras razas y el 0.75% pertenecían a dos o más razas. Del total de la población el 0.62% eran hispanos o latinos de cualquier raza.